# آیزنبرگ (بایرن)
آیزنبرگ (به آلمانی: Eisenberg) یک شهر در آلمان است که در استالگوی واقع شده‌است.